# Parna
Parna är ett släkte av steklar som beskrevs av Benson 1936. Parna ingår i familjen bladsteklar.
Kladogram enligt Dyntaxa:
| Parna | \| \| Parna apicalis \| \| \| \| \| \| Parna tenella \| \| \| \| |
|       | \| \| Parna apicalis \| \| \| \| \| \| Parna tenella \| \| \| \| |
|       | Parna apicalis                                                   |
|       |                                                                  |
|       | Parna tenella                                                    |
|       |                                                                  |